# Prezentacjonizm
Prezentacjonizm (immediatyzm) – stanowisko epistemologiczne, według którego podmiot w bezpośrednim poznaniu przedmiotu ma do czynienia z nim samym, a nie z jego reprezentacją. Stanowisko to konstytuują dwa elementy:
1. Przekonanie o możliwości (fakcie) bezpośredniego poznania przynajmniej niektórych przedmiotów naszej wiedzy.
2. Przeświadczenie, że tylko wiedza bezpośrednia może pełnić samodzielne funkcje poznawcze, natomiast wiedza pośrednia jest genetycznie, metodologicznie, epistemologicznie, strukturalnie i funkcjonalnie zależna od wiedzy bezpośredniej[1].